# Pniaki (Jugów)
Pniaki (niem. Liergrund) – część wsi Jugów w Polsce, położona w województwie dolnośląskim, w powiecie kłodzkim, w gminie Nowa Ruda.

## Położenie
Pniaki leżą w Sudetach Środkowych, na wschód od centrum Jugowa, w dolinie dopływu Jugowskiego Potoku, na wysokości około 460–560 m n.p.m.

## Podział administracyjny
W latach 1975–1998 Pniaki administracyjnie należały do województwa wałbrzyskiego.

## Historia
Pniaki powstały w 1784 roku jako kolonia Jugowa. W 1793 roku utworzono tu kopalnię węgla kamiennego „Ferdinand”, która wkrótce stała się największym zakładem wydobywczym w rejonie Jugowa. Utworzenie kopalni spowodowało szybki rozwój miejscowości, w 1825 roku było tu 17 domów i folwark. W pierwszej połowie XIX wieku wstrzymano wydobycie węgla w kopalni, wznowione je w 1841 roku. W drugiej połowie XIX wieku kopalnię kilkakrotnie powiększano, a wydobycie węgla trwało z przerwami do 1945 roku. W 1933 roku Pniaki liczyły 218 mieszkańców. Po 1945 roku w związku z zamknięciem kopalni miejscowość utraciła swój górniczy charakter stając się rolniczym przysiółkiem Jugowa. W 1978 roku było tu 21 gospodarstw rolnych.

## Szlaki turystyczne
Przez Pniaki prowadzi  szlak turystyczny z Nowej Rudy na Kalenicę.